# Phomopsis elliptica
Phomopsis elliptica är en svampart som först beskrevs av Peck, och fick sitt nu gällande namn av Grove 1935. Phomopsis elliptica ingår i släktet Phomopsis och familjen Diaporthaceae.   Inga underarter finns listade i Catalogue of Life.